# Las mujeres ya no lloran
Las mujeres ya no lloran (с исп. — «Женщины больше не плачут») — двенадцатый студийный альбом колумбийской певицы Шакиры, выпущенный 22 марта 2024 года на лейбле Sony Music Latin. Это её первый студийный релиз за последние семь лет, после El Dorado (2017). В альбом вошли совместные работы с Карди Би, Bizarrap, Рау Алехандро, Manuel Turizo, Grupo Frontera, Осуна, Кароль Джи, Fuerza Regida и Tiësto, а также вокал сыновей Шакиры — Милана и Саши.

## История
После выхода одиннадцатого студийного альбома El Dorado (2017) и мирового турне El Dorado World Tour (2018), в 2020 году Шакира выпустила две совместные работы: «Me Gusta» с Ануэлем АА и «Girl Like Me» с Black Eyed Peas, а также выступила на тайм-шоу Super Bowl LIV вместе с Дженнифер Лопес. В этот же период певица столкнулась с судебным преследованием за уклонение от уплаты налогов в Испании и разводом с Жераром Пике, который был завершён в 2022 году.
Las mujeres ya no lloran отражает трансформацию, через которую она прошла после выхода своего последнего альбома. Певица описывает творческий процесс как «алхимический». Пока она писала песни, она «перестраивала» себя, а исполнение песен превращало её слёзы «в бриллианты», а её «уязвимость в силу». Название альбома — это текст, взятый из её совместной работы с аргентинским продюсером Bizarrap (2023). 15 февраля 2024 года она вышла в социальные сети, чтобы объявить о выходе альбома и сделать его доступным для предварительного заказа.

## Синглы
В альбом вошли 16 треков, семь из которых уже были выпущены в качестве синглов: «Te Felicito», «Monotonía», «Shakira: Bzrp Music Sessions, Vol. 53», «TQG», «Acróstico», «Copa Vacía» и «El Jefe».
Песня «Puntería», написанная в сотрудничестве с американской рэпершей Карди Би, была выпущена одновременно с альбомом 22 марта 2024 года в качестве восьмого сингла. USA Today отметила, что «под настойчивый ритм танцпола двуязычная песня, в вольном переводе означающая „прицеливается“, сменяется песней Шакиры о том, как быть очарованной, даже когда все неправильное кажется правильным, и фирменным острым рэпом Cardi B».

## Отзывы
| Совокупная оценка | Совокупная оценка |
| Источник          | Оценка            |
| ----------------- | ----------------- |
| AnyDecentMusic?   | 6.6/10            |
| Metacritic        | 74/100            |
| Оценки критиков   |                   |
| Источник          | Оценка            |
| AllMusic          | [ 17 ]            |
| Clash             | [ 18 ]            |
| NME               | [ 19 ]            |
| Rolling Stone     | [ 20 ]            |
| The Times         | [ 21 ]            |

Альбом получил в основном положительные отзывы от музыкальных критиков. На сайте Metacritic, который присваивает средневзвешенный рейтинг из 100 баллов рецензиям основных критиков, альбом получил средний балл 74, основанный на восьми рецензиях.
Андреа Ромеро из Los 40 похвалила альбом за «возможно, самые искренние, интимные и откровенные стихи за всю её музыкальную карьеру». Джон Парелес из The New York Times отметил, что большая часть альбома «посвящена романтическим взлётам и (в основном) падениям, вложенным в чёткие, мелодичные поп-структуры», и что Шакира продолжает свою «многолетнюю склонность к объединению музыки и коллабораторов со всей Америки», одновременно обслуживая широкий спектр музыкальных жанров.
Эмма Харрисон из Clash поставила альбому 4 звезды и описала его так: «Откровенный, сырой, но великолепный, Las mujeres ya no lloran — один из лучших альбомов Шакиры на сегодняшний день и достойное свидетельство её силы и стойкости, превративших разрушительную ситуацию в прекрасное произведение». Она также отметила, что «Волчица вернулась, и она воет громче и горделивее, чем когда-либо».
Лукас Вилла из NME отмечает, что «пережив один из самых разрушительных разрывов знаменитостей в этом десятилетии, Шакира превратила свою душевную боль в глобальное поп-золото…», поставив 4 звезды.
Rolling Stone даёт альбому 4 звезды, отмечая, что «в переполненном латинском музыкальном ландшафте первый за 7 лет альбом Шакиры подтверждает её значимость и доминирование».

## Список композиций
Треки с 9 по 15 из треклиста были обнародованы 15 февраля 2024 года. Остальные треки были раскрыты 29 февраля 2024 года.
| №                   | Название                                                            | Автор(ы) | Продюсеры                                      | Длительность |
| ------------------- | ------------------------------------------------------------------- | --- | ---------------------------------------------- | ------------ |
| 1.                  | «Puntería» (с Карди Би)                                             | David Stewart Шакира Carolina Isabel Colón Juarbe Belcaliz Almanzar Daniela Blau                                                                         | David Stewart Шакира                           | 3:01         |
| 2.                  | «La Fuerte» (с Bizarrap)                                            | Шакира Kevyn Cruz Alberto Carlos Melendez Leonardo Zapata                                                                                                | Bizarrap Шакира                                | 2:44         |
| 3.                  | «Tiempo Sin Verte»                                                  | Шакира Marcos Efraín Masís Fernández Abner Jose Cordero Boria Richi López Elena Rose Alberto Carlos Melendez                                             | Tainy Albert Hype Шакира                       | 3:16         |
| 4.                  | «Cohete» (с Rauw Alejandro)                                         | Шакира David A. Sprecher Mario Alberto Cáceres Pacheco Vicente Jiménez Gómez Del Barco                                                                   | Шакира Yeti Beats TROY NōKA                    | 2:52         |
| 5.                  | «Entre Paréntesis» (с Grupo Frontera)                               | Шакира Kevyn Cruz Edgar Barrera Yohanes Manuel Lenin Yorney Palacios                                                                                     | Edge KEITYN Шакира                             | 2:48         |
| 6.                  | «Cómo Dónde y Cuándo»                                               | Alberto Carlos Melendez Шакира Servando Primera Rafa Rodríguez Daniel Rondón                                                                             | Albert Hype Шакира                             | 2:59         |
| 7.                  | «Nassau»                                                            | Шакира Marcos Efraín Masís Fernández Alberto Carlos Melendez The Roommates Aldae Carolina Isabel Colón Juarbe Daniela Blau Kevyn Cruz Taylor Monét Parks | Tainy Albert Hype The Roommates Шакира         | 2:36         |
| 8.                  | «Última»                                                            | Cristian Camilo Alvarez Kevyn Cruz Шакира | Ciey Шакира                                    | 2:58         |
| 9.                  | «Te Felicito» (с Rauw Alejandro)                                    | Santiago Múnera Penagos Lenin Yorney Palacios Kevyn Cruz Andrés Uribe Marín Andrés Mauricio Acosta Echeverri Raúl Alejandro Ocasio Ruiz Шакира           | Шакира KEITYN Albert Hype Ily Wonder L.E.X.U.Z | 2:52         |
| 10.                 | «Monotonía» (с Ozuna)                                               | Шакира Juan Carlos Ozuna Rosado Alberto Carlos Melendez Alejandro Robledo Valencia Cristian Camilo Alvarez Kevyn Cruz Sergio Robledo                     | Шакира KEITYN Albert Hype Ciey Noise Up        | 2:41         |
| 11.                 | «Shakira: Bzrp Music Sessions, Vol. 53» (с Bizarrap)                | Шакира Kevyn Cruz Gonzalo Julián Conde Santiago Alvarado                                                                                                 | Bizarrap                                       | 3:37         |
| 12.                 | «TQG» (с Karol G)                                                   | Carolina Giraldo Navarro Шакира Kevyn Cruz Daniel Echavarría                                                                                             | Ovy on the Drums                               | 3:19         |
| 13.                 | «Acróstico» (с Milan + Sasha)                                       | Шакира Kevyn Cruz Luis Fernando Ochoa Lenin Yorney Palacios                                                                                              | Шакира L.E.X.U.Z                               | 2:51         |
| 14.                 | «Copa Vacía» (с Manuel Turizo)                                      | Carolina Isabel Colón Juarbe Daniela Blau Шакира Dallas James Koehke Juan Diego Medina Veléz Julián Turizo Zapata Miguel Andrés Martinez Perea           | Шакира DallasK Slow Mike                       | 2:54         |
| 15.                 | «El Jefe» (с Fuerza Regida)                                         | Шакира Kevyn Cruz Edgar Barrera Manuel Lorente Freiré Juan Camilo Vargas                                                                                 | Шакира Edge KEITYN                             | 2:50         |
| 16.                 | «Shakira: Bzrp Music Sessions, Vol. 53» (ремикс Tiësto; с Bizarrap) | Шакира Kevyn Cruz Gonzalo Julián Conde Santiago Alvarado                                                                                                 | Tiësto Bizarrap                                | 3:36         |
| Общая длительность: | Общая длительность:                                                 | Общая длительность: | Общая длительность:                            | 48:00        |

| №                   | Название                                 | Автор(ы)                                                                         | Продюсеры            | Длительность |
| ------------------- | ---------------------------------------- | -------------------------------------------------------------------------------- | -------------------- | ------------ |
| 17.                 | «Puntería» (виниловая версия; с Cardi B) | David Stewart Шакира Carolina Isabel Colón Juarbe Belcaliz Almanzar Daniela Blau | David Stewart Шакира | 3:09         |
| Общая длительность: | Общая длительность:                      | Общая длительность:                                                              | Общая длительность:  | 51:13        |

## Позиции в чартах
| Чарт (2024)                              | Высшая позиция |
| ---------------------------------------- | -------------- |
| Аргентина (CAPIF)                        | 1              |
| Австрия (Ö3 Austria)                     | 8              |
| Бельгия/Фландрия (Ultratop)              | 22             |
| Бельгия/Валлония (Ultratop)              | 14             |
| Канада (Canadian Albums Chart)           | 73             |
| Хорватия (HDU)                           | 16             |
| Нидерланды (Album Top 100)               | 24             |
| Франция (SNEP)                           | 12             |
| Германия (Offizielle Top 100)            | 15             |
| Венгрия (MAHASZ)                         | 33             |
| Италия (Classifica album)                | 27             |
| Португалия (AFP)                         | 9              |
| Шотландия (Scottish Albums Chart)        | 41             |
| Испания (PROMUSICAE)                     | 1              |
| Швейцария (Schweizer Hitparade)          | 4              |
| Великобритания (UK Digital Albums Chart) | 22             |
| Великобритания (Albums Sales, OCC)       | 32             |
| Великобритания (Physical Albums, OCC)    | 33             |
| США (Billboard 200)                      | 13             |
| США (Billboard Latin Pop Albums)         | 1              |
| США (Billboard Top Latin Albums)         | 1              |

## Сертификации
| Регион                                                                      | Сертификация          | Продажи |
| --------------------------------------------------------------------------- | --------------------- | ------- |
| США (RIAA)                                                                  | 7× Платиновый (Latin) | 420 000 |
| Данные о продажах + прослушиваниях приведены только на основе сертификации. |                       |         |